# Synonchiella spiculora
Synonchiella spiculora är en rundmaskart som beskrevs av Murphy 1962. Synonchiella spiculora ingår i släktet Synonchiella och familjen Selachinematidae. Inga underarter finns listade i Catalogue of Life.